# New York City Taxi Cabs

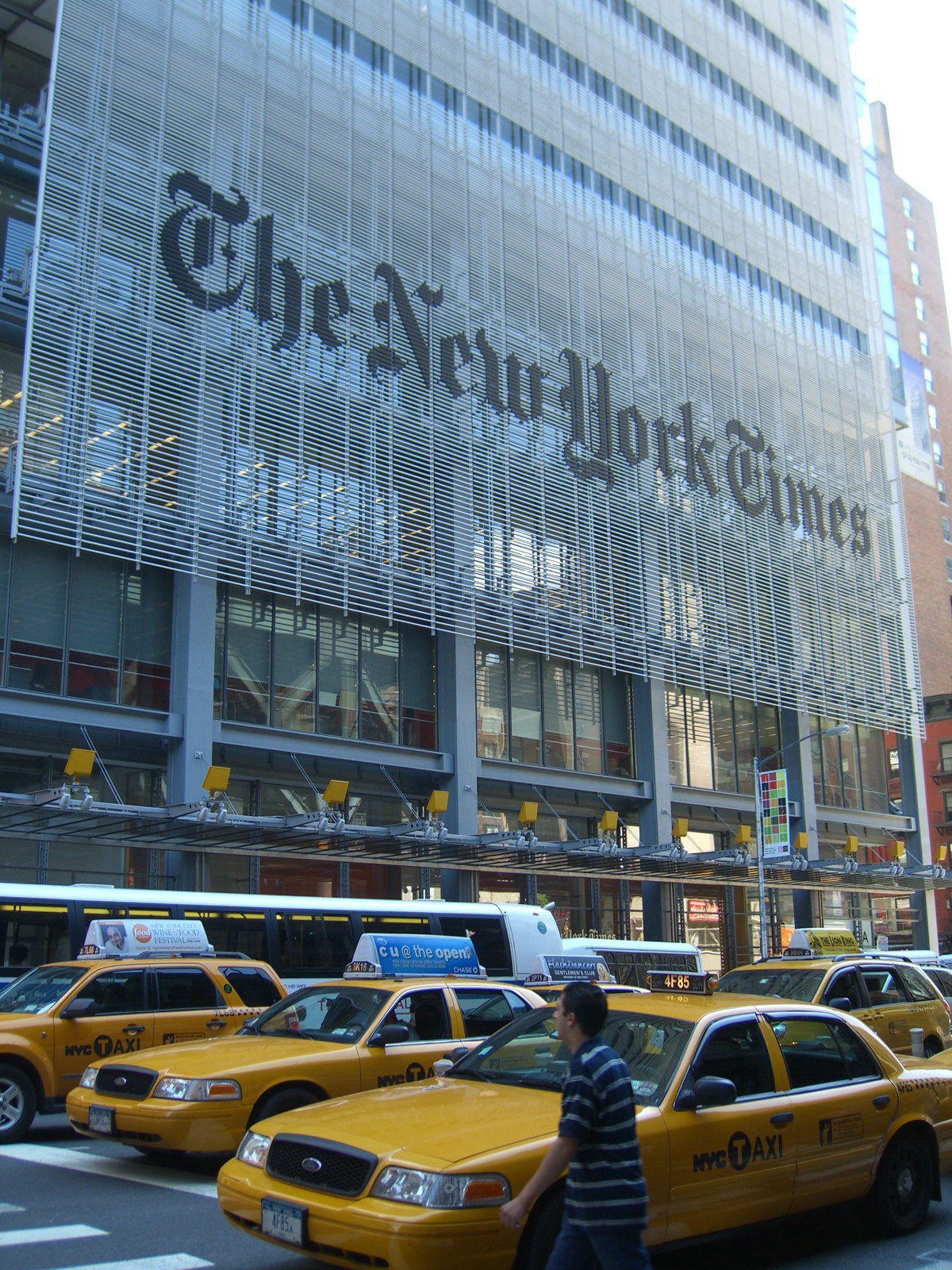
New Yorker Taxi Cabs vor dem New York Times Tower

Die New York City Taxi Cabs (kurz NYC Taxi; umgangssprachlich Taxi Cab, Yellow Cab oder nur Cab) sind mit ihrer unverwechselbaren gelben Farbe ein weithin bekanntes Symbol der Stadt New York. Die Taxis werden von privaten Unternehmen betrieben und von der New York City Taxi and Limousine Commission zugelassen. Die Kommission ist eine Behörde der Stadtverwaltung von New York City, die die Verantwortung für mehr als 13.200 betriebene Taxis trägt.

## Geschichte

### Späte 1890er Jahre – die Electric-Ära

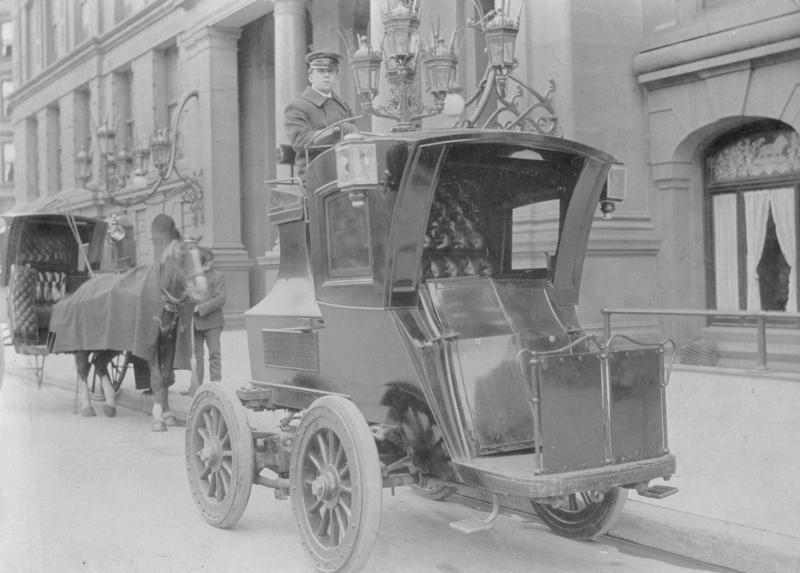
E.V.C. Hansom Cab Kraftdroschke, im Hintergrund ein Pferde-Hansom. Um 1904.

Das erste Taxiunternehmen in New York City war die Electric Carriage & Wagon Company (E.V.W.C.), die im Juli 1897 zwölf Elektro-Droschken betrieb. Der Tarif entsprach jenem der Pferdedroschken: Für 1–2 Personen 1 Dollar für die ersten zwei Meilen und 50 Cent für jede weitere. Das Unternehmen ging bald in der Electric Vehicle Company (E.V.C.) auf und die Marke wurde eingestellt. Stattdessen entstanden in deren Produktionsanlagen die zuvor in New York gefertigten E.V.C.-Taxis. Bis 1898 waren etwa 62 solche Taxis im Betrieb. Zu dieser Zeit konnten die Taxihalter und die wenigen privaten Kunden die Fahrzeuge nicht kaufen, sondern nur mieten, weil die Hersteller davon ausgingen, dass Betrieb und Unterhalt der Fahrzeuge für technische Laien zu kompliziert seien. Die Miete enthielt zudem eine vereinbarte Anzahl Batteriesätze im Austausch; für deren Wechsel und den Fahrzeugunterhalt waren Servicestationen zuständig. Das Konzept beruht auf jenem der im 19. Jahrhundert verbreiteten Mietställe und Relaisstationen, wo Pferde und Gespanne auf ähnliche Weise ausgeliehen wurden. Die E.V.C. unterhielt in mehreren Städten Netze mit solchen Stationen. Um 1899 waren bis zu 100 Taxis in Betrieb.
1899 gab es auch eine Reihe von vielen bemerkenswerten Premieren für die Electric Vehicle Company. Am 20. Mai 1899 fuhr Jacob German ein Elektrotaxi und erhielt den ersten Strafzettel in den Vereinigten Staaten. Am 13. September desselben Jahres wurde Henry Bliss das erste Opfer eines Straßenverkehrsunfalls mit einem Motorfahrzeug in den Vereinigten Staaten; er wurde beim Verlassen der Straßenbahn von einem Taxi erfasst.
Hinter der E.V.C. standen Investoren, die das Ziel hatten, durch Verdrängung oder Kauf von Konkurrenten ein Taxi-Monopol zu errichten, was ihnen von der Fachpresse den Übernamen Lead Cab Trust einbrachte („Lead“, Blei wegen des Bleigehalts in den Batterien der Taxis). Dies wurde außer in New York City auch in Philadelphia, Chicago, Washington, D.C. und Boston versucht, scheiterte aber weil nicht genügend Fahrzeuge verkauft werden konnten, was am hohen Preis lag und daran, dass sich benzingetriebene Automobile durchzusetzen begannen. Danach wurde aus der E.V.C. eine Holdinggesellschaft, die neben der Fahrzeugproduktion die Verwertung des Selden-Patents betrieb und dazu als ihren verlängerten Arm die Association of Licensed Automobile Manufacturers (A.L.A.M.) einrichtete, welche auch die ersten Normen im US-amerikanischen Automobilbau einführte. Während der bis 1911 über zwei instanzen erbittert geführte Patentstreit, geführt vor allem gegen Henry Ford, enorme Auswirkungen auf die frühe US-Autoindustrie zeitigte, verlor E.V.C. seine Bedeutung als Fahrzeughersteller und musste 1907 in einem Insolvenzverfahren gestützt werden.
In den frühen 1900er Jahren fuhren etwa 1.000 E.V.C-Taxis auf den Straßen New Yorks. 1904 wurde die Marke mit Columbia zusammengelegt. Unter diesem Namen entstanden bis 1907 Taxis in der E.V.C.-Bauweise.

### 1900er und 1910er Jahre – Benziner setzen sich durch

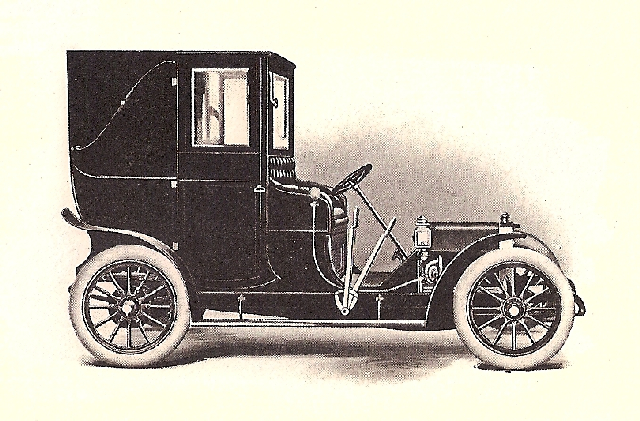
Oft dienten Fahrzeuge wie dieser Thomas Model G von 1908 als Taxi. Typisch sind der kurze Radstand und das komfortable Passagierabteil mit Landaulet-Verdeck.

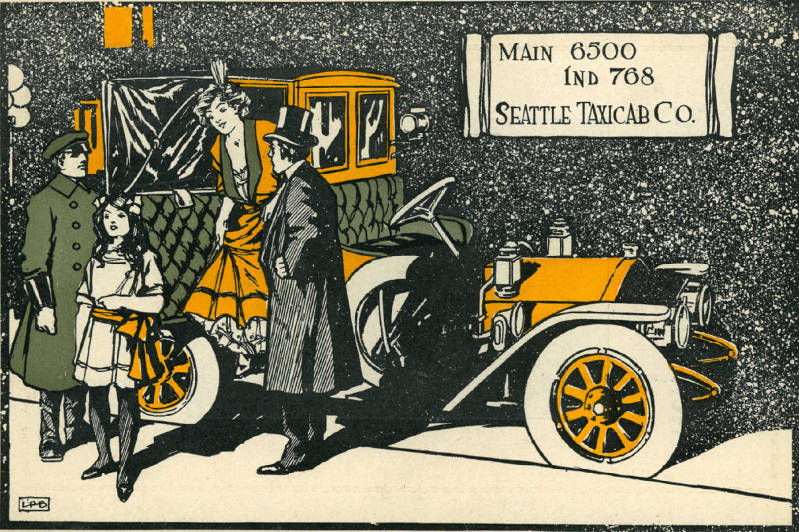
Werbung eines Taxihalters von 1911

Im Jahr 1907, nach dem Zusammenbruch der Electric Vehicle Company, wurden die Pferdewagen-Taxis wieder ein wichtiges Transportmittel in New York City.
Nachdem Harry N. Allen im Frühjahr 1907 erbost 5 US-Dollar für eine dreiviertel Meilen (ca. 1,20 km) lange Taxifahrt hinblättern musste, beschloss er „ein Taxiunternehmen zu gründen und soviel für eine Meile zu verlangen.“ Später in diesem Jahr importierte er 65 benzinbetriebene Darracq-Automobile aus Frankreich und gründete die New York Taxicab Company. Anfangs waren die Taxis rot und grün bemalt, aber Allen lackierte sie alle in gelb um, damit sie von weitem sichtbar waren. Bis 1908 betrieb die New York Taxicab Company etwa 700 Taxis.
Der eigentliche Durchbruch der Benzin-Taxis erfolgte ab der zweiten Hälfte der 1910er Jahre, als elektrische Anlasser auch deren Gebrauch vereinfachten und eine robuste Technik zur Verfügung stand. Innerhalb eines Jahrzehnts wurden in immer größerem Ausmaße mehrere Taxiunternehmen gegründet. Der Fahrpreis betrug 50 Cent pro Meile.

### 1920er Jahre – Heftig umkämpfter Markt

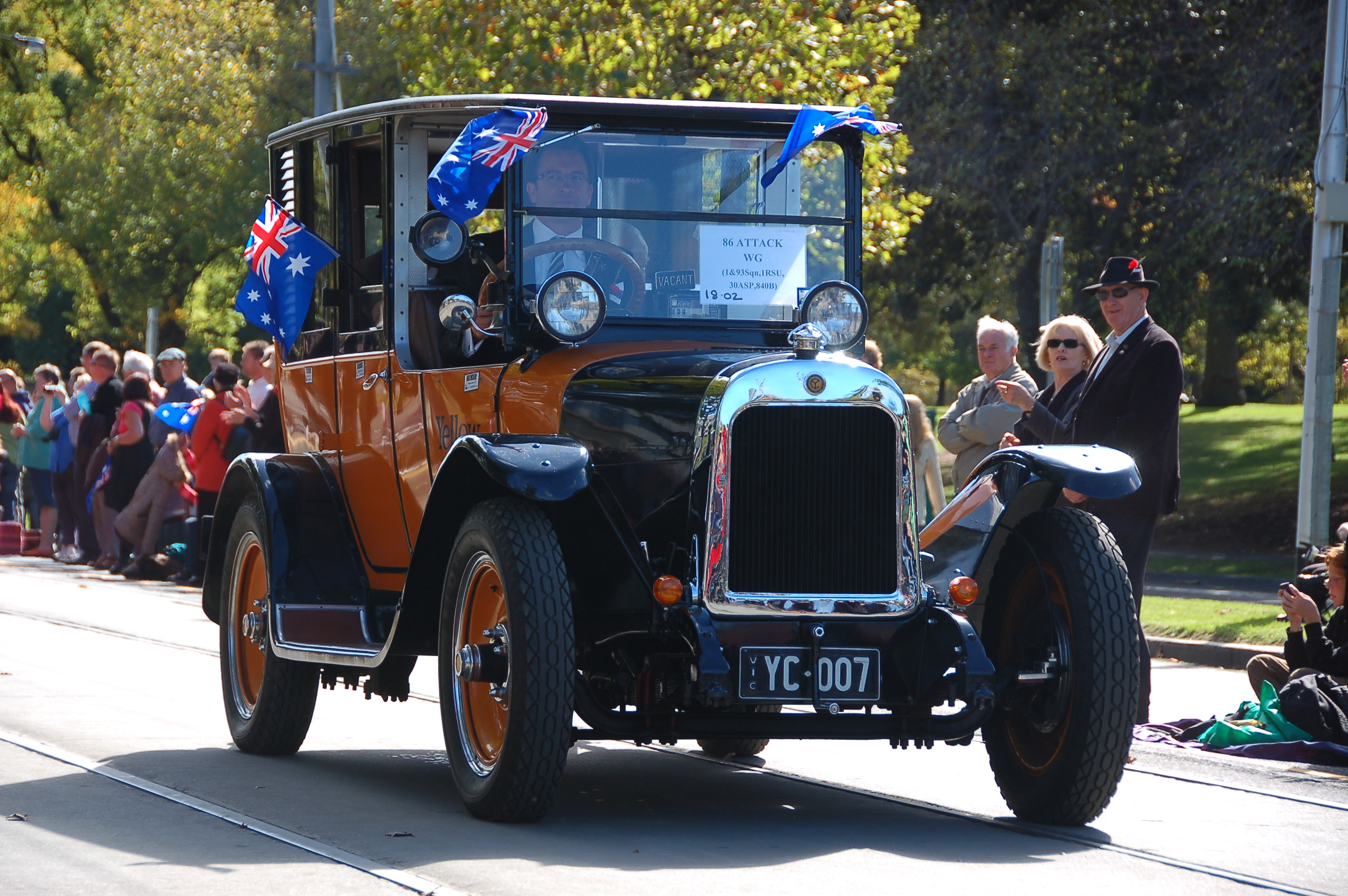
Typisches Taxi dieser Zeit: Yellow Cab von ca. 1922. Das Fahrzeug ist vorne offen zum einfacheren Gepäckeinladen, die Scheinwerfer sind vor die Windschutzscheibe zurück versetzt.

Bereits vor dem Ersten Weltkrieg hatte man das industrielle Potential des Taximarkts erkannt; im Januar 1921 waren bereits 21.000 Taxis in New York registriert. Verschiedene Automobilhersteller wie General Motors (GM), Ford Motor Company, Premier, HCS oder die M. P. Moller Motor Car Company (mit gleich acht Marken: Moller, Blue Light, Aristocrat, Paramount, Super Paramount, Astor, Five-Boro und Twentieth Century) lancierten verschiedene Taxiflotten und es gab eine ganze Reihe kleiner Automobilhersteller, die sich ganz oder teilweise auf Taxis spezialisierten, etwa Diamond, Pennant, Luxor oder Commonwealth; die beiden letzteren begründeten so etwas wie einen Markt für gehobene Taxis. Das typische Taxi dieser Jahre war ein Landaulet, in dem die Passagiere bei schönem Wetter ihre Fahrt mit geöffnetem Verdeck genießen konnten.
Zu den erfolgreichsten Anbietern gehörten die Yellow Cab Manufacturing Company von John D. Hertz, die 1925 von GM übernommen wurde, und die Checker Cab Manufacturing Company, welche 1922 durch Morris Markins Verschmelzung seiner Markin Automobile Body Company und Commonwealth Motors entstand. In den folgenden Jahren verdrängten diese beiden großen Anbieter ihre Konkurrenten fast ganz vom Markt.
Durch die Misswirtschaft des Bürgermeisters Jimmy Walker kam es in New York zu einer erheblichen Verschuldung und Korruption in der Verwaltung; der Kampf um Fahrgäste, aber auch um die Mitgliedschaft rivalisierender Gewerkschaften, etwa, als die International Brotherhood of Teamsters auch unter den Taxifahrern Fuß fasste. Die Auseinandersetzungen wurden unter den Fahrern auch mit robusten Methoden ausgetragen.
In diese Zeit fallen auch erste regulierende Eingriffe in den Markt, die teilweise lange Bestand haben sollten. Dazu gehörte die Vorschrift, dass der Radstand eines Taxis mindestens 120 Zoll (3048 mm) betragen musste und dass im Fond fünf Personen Platz finden mussten. Gedacht war dies einerseits als Schutz der Taxigesellschaften vor Teilzeitfahrern, die ihr Auto als Einmannbetrieb nutzten und deren Preise drückten und andererseits der Passagiere gegen unseriöse Praktiken und unsichere Taxis. Anfangs machte diese Bestimmung der Automobilindustrie wenig Sorgen, weil zahlreiche Marken geeignete Modelle oder wenigstens Fahrgestelle anboten. Mit den Jahren änderte sich dies und die Hersteller großer Limousinen wurden zunehmend vom lukrativen Markt ausgeschlossen.
Eine andere Vorgabe mutet heute etwas skurril an: An Fahrzeugen mit einem Heckkofferraum musste dieser zugeschweißt werden. Dadurch sollte ein zuvor offenbar beliebter Transportweg für die während der Prohibition in den USA verbotenen alkoholischen Getränke unterbunden werden. Das Gepäck der Passagiere wurde offen seitlich neben dem Fahrersitz mitgeführt. Geschlossene, fest mit der Karosserie verbundene Kofferräume waren 1925 eine Ausnahme, setzten sich aber 10 Jahre später immer mehr durch. Obwohl die Anordnung spätestens nach der Abschaffung des Alkoholverbots 1933 keinen Sinn mehr machte, wurde sie erst 1954 aufgehoben.

### 1930er Jahre – Einführung des Medaillonsystems

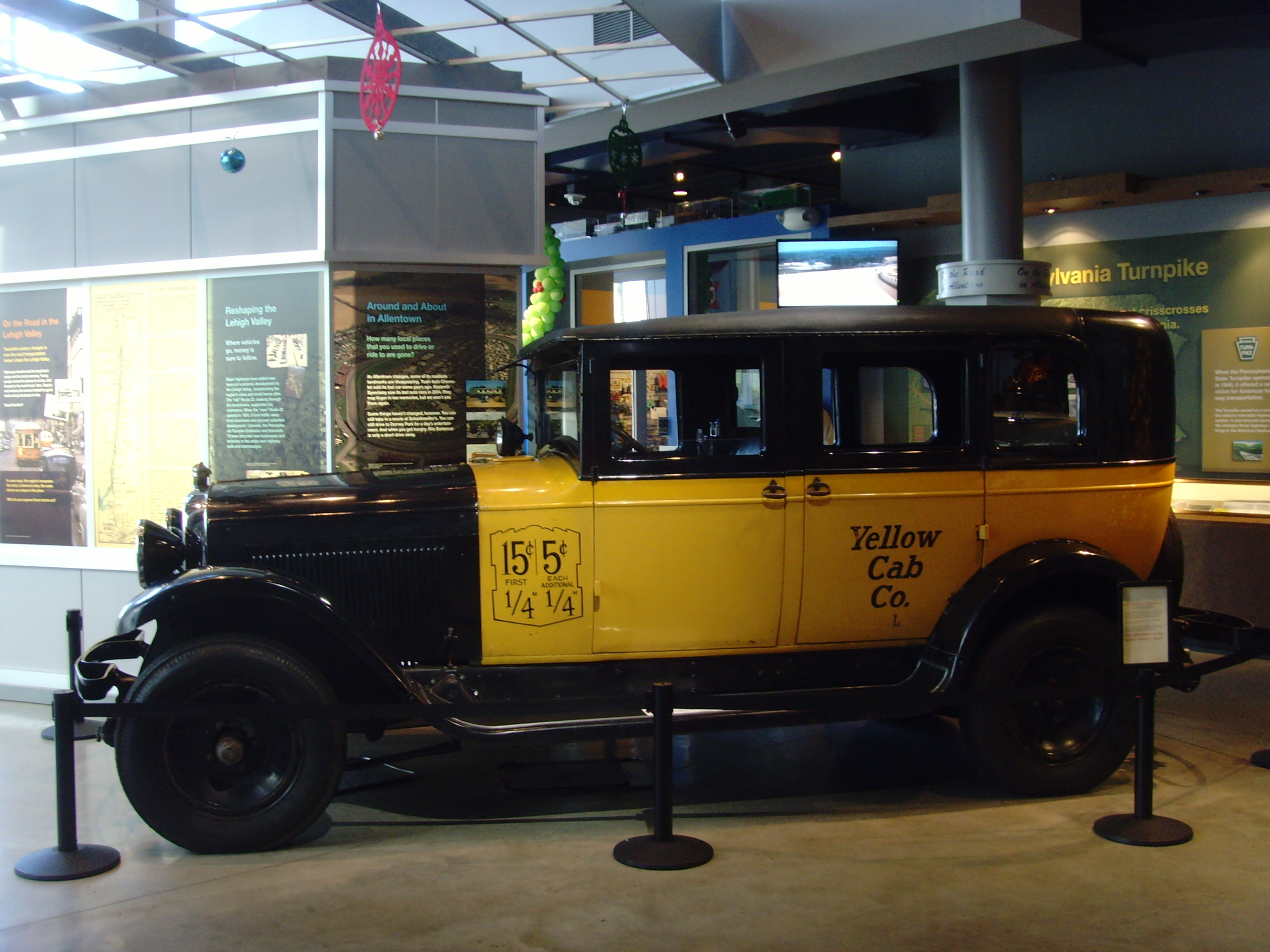
General Motors Cab Type O-10F 6-passenger Town Car Cab (1930). Dies ist der Nachfolger des Yellow Cab mit Buick-Reihen-Achtzylindermotor.

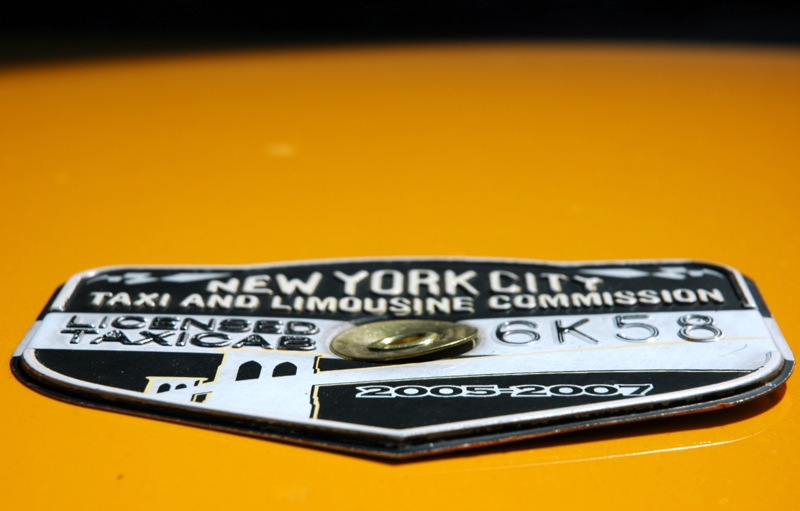
New Yorker „Medallion“-Taxiplakette. Sie wird auf der Beifahrerseite auf der Motorhaube angebracht.

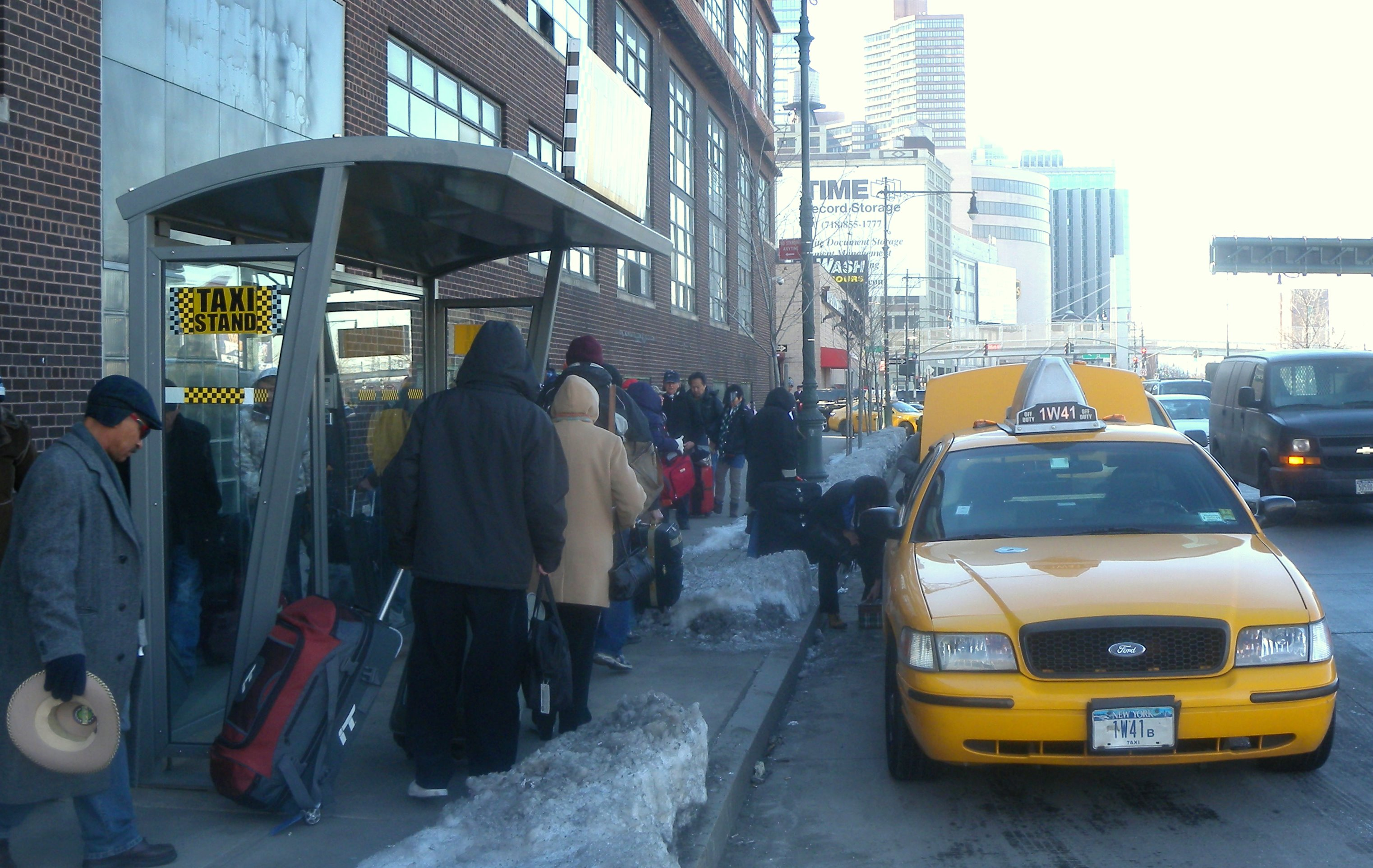
Die Lizenznummer gemäß Medaillon ist als Nummernschild und zusätzlich auf der Dachanzeige sichtbar, manchmal auch auf der hinteren Türe des Taxis. Ford Crown Victoria (ca. 1998) an einem Taxistand.

Während der Great Depression gab es etwa 30.000 Taxifahrer in New York. Mit mehr Fahrern als Fahrgästen mussten die Taxifahrer länger arbeiten. Darüber hinaus gab es Bedenken hinsichtlich der Wartung und der mechanischen Integrität der Fahrzeuge. Die Stadtverwaltung hatte vor, ein Taxi-Monopol zu schaffen. Der Plan wurde aufgegeben, nachdem Bürgermeister Jimmy Walker die Annahme einer Bestechung aus der Parmelee Transport Company, einem der größten Taxiunternehmen, vorgeworfen wurde.
Im Jahre 1937 unterzeichnete Bürgermeister Fiorello LaGuardia den Haas Act, der die bestehenden, unzulänglichen Regelungen weiter führte, wozu die Einführung offizieller Taxilizenzen und das Medaillonsystem gehörte, das bis heute weitgehend besteht.
Das Gesetz begrenzte die Zahl der Lizenzen auf 16.900, die Zahl schrumpfte aber schnell auf 11.787. Erst im Jahre 1996 wurde die Beschränkung der Lizenzen aufgehoben.
Da das Medaillonsystem die Anzahl der lizenzierbaren Taxi Cabs künstlich beschränkte, galt es als ein Hindernis für den Zugang zu einem wachsenden Taximarkt. Das gab die Gelegenheit, einen Schwarztaxi-Markt in Gebieten, die nicht von lizenzierten Taxi Cabs bedient werden, einzuführen, da die Kosten für das Leasing eines Medaillon Taxi Cabs sehr hoch sind.

### 1940er Jahre – Die Marktbereinigung geht weiter

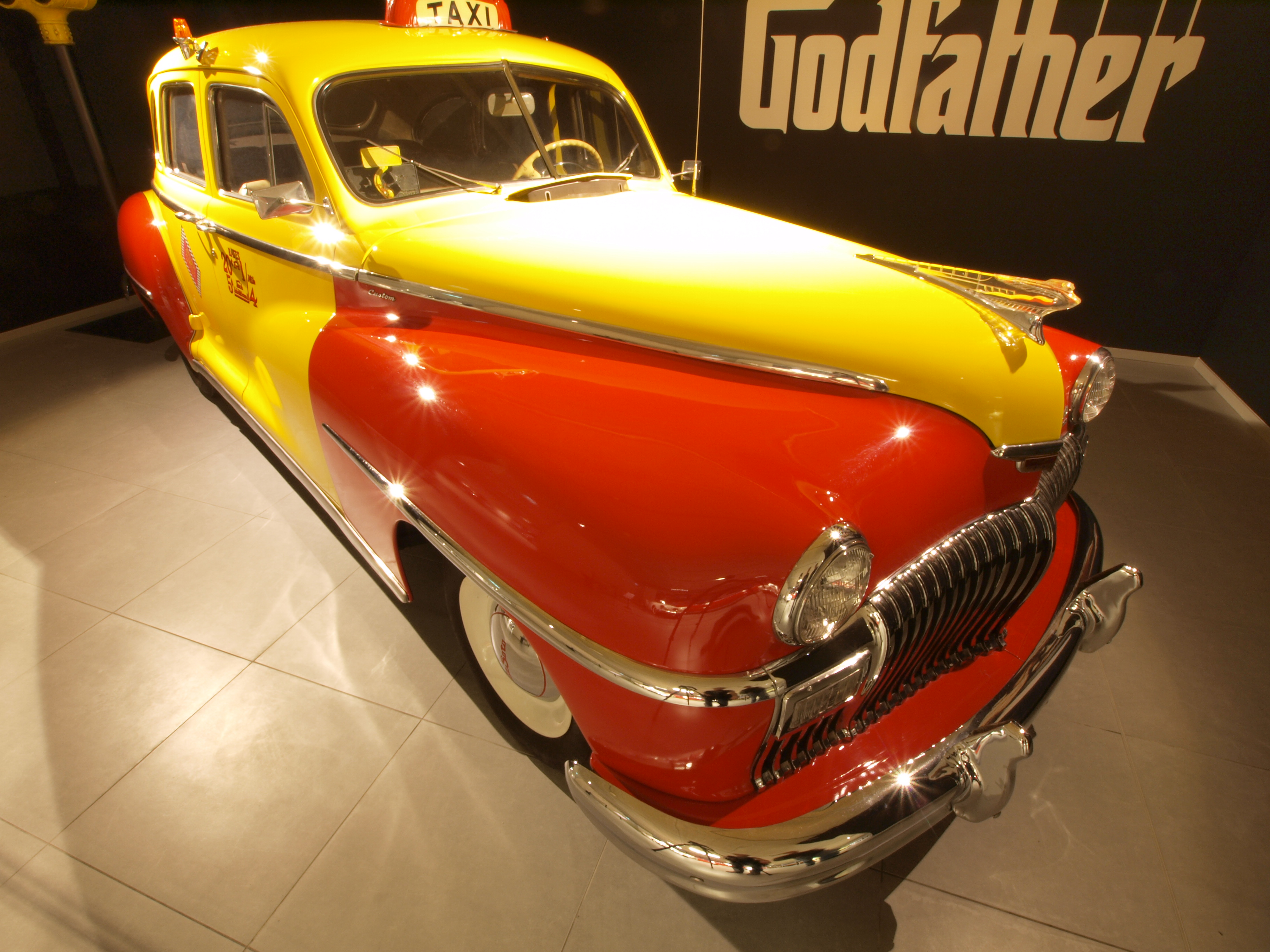
Desoto Custom Serie S-11C (1946), hier als Taxi für Hollywood-Produktionen. Die Marke war ein ernsthafter Teilnehmer am Taximarkt dieser Zeit.

Als neue, ernsthafte Mitbewerber im Taximarkt traten seit Ende der 1930er Jahre DeSoto und Packard auf. Die Fahrzeuge basierten auf Personenwagen mit längerem Radstand und mussten eigens an die New Yorker Gesetzgebung angepasst werden. Packard brachte noch 1946 eine neue Taxi-Version heraus, die auf dem Clipper basierte und über eine verstärkte Aufhängung verfügte. Sie kam wahlweise mit Trennscheibe heraus, verließ den Markt aber um 1950. Die Chrysler-Konzerntochter DeSoto übte damit mit Checker ein faktisches Monopol aus. Das war den Konkurrenten Ford und General Motors zunehmend ein Dorn im Auge.
Kriegsbedingt wurden zwischen 1942 und 1945 keine Personenwagen und damit auch keine Taxis hergestellt.

### 1950er Jahre – Der Umbruch

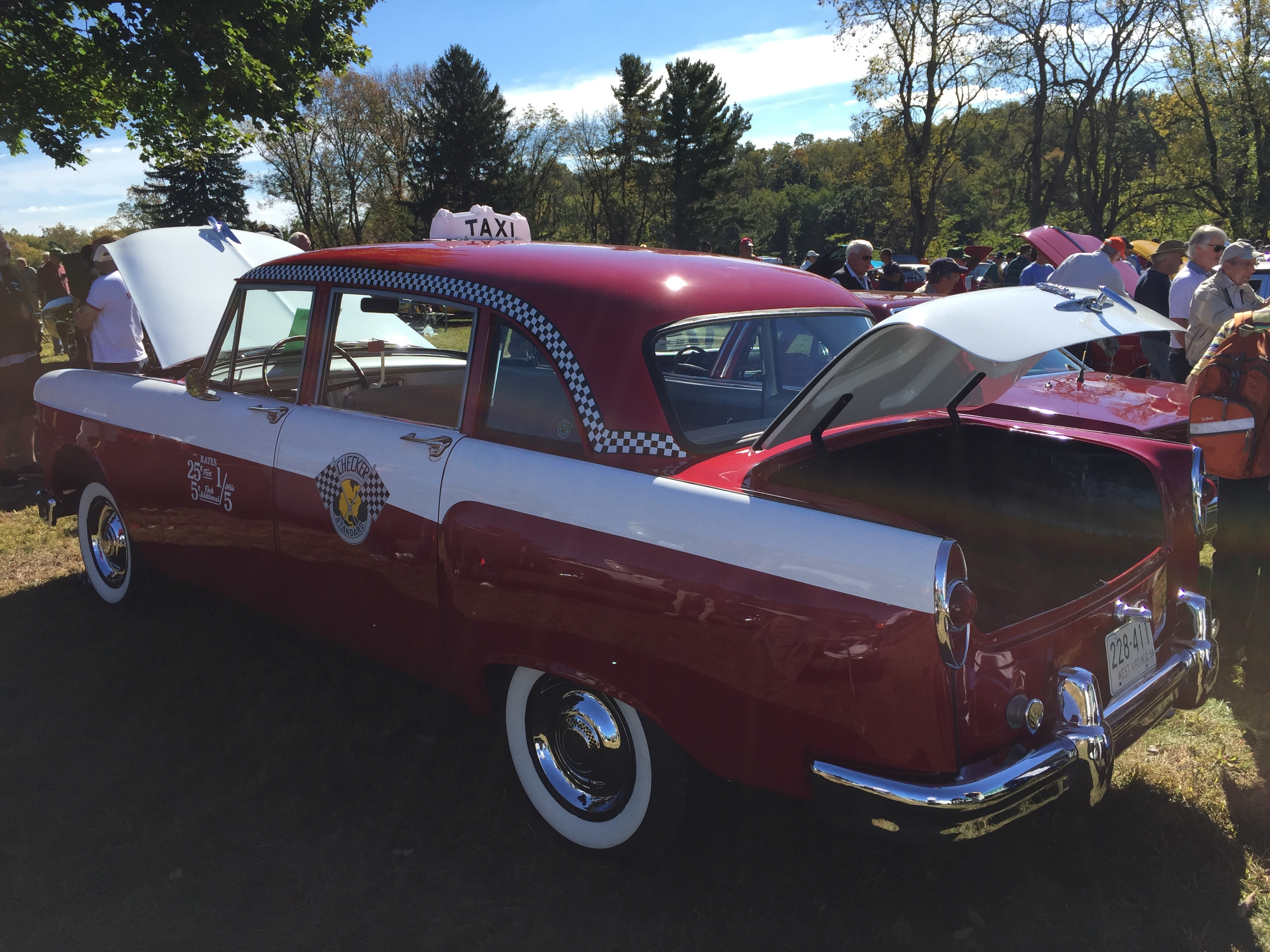
Checker A-8 Taxi (1958)

New York war stets ein rauer Markt im Taxigewerbe. Die Tarife waren verordnet und für jedes Taxameter wurde eine zusätzliche Jahresgebühr von US$ 60.- erhoben. Der Konkurrenzkampf unter den Fahrern war enorm. 1953 gab es durchschnittlich ein Taxi mit Medallion für 669 Einwohner. Der Durchschnitt unter 50 US-Großstädten lag bei 1349 Einwohnern pro Taxi. Damit belegte New York den Rang 45 unter diesen Städten.
1954 erfolgte eine Anpassung des Taxireglements. Der Druck ging hauptsächlich von den Taxibetreibern und den Fahrern aus, wobei letztere tatkräftig von Ford und General Motors unterstützt wurden, die sich gerne einen Markt mit Hunderten von Neuwagenverkäufen in jedem Jahr erschließen wollten. Die beschlossenen Änderungen betrafen hauptsächlich technische Aspekte. So entfiel nicht nur die Vorschrift, den Kofferraum zu versiegeln, sondern vor allem das Haupthindernis eines Mindest-Radstandes von 120 Zoll und von fünf Plätzen im Fond. Der Markt war nun offen. Chrysler konnte schnell reagieren und bot Taxi-Ausstattungen nicht nur für DeSoto, sondern auch für Plymouth und Dodge an. Taxis erschienen auch von Ford und mehreren GM-Marken, allen voran Chevrolet. Bei Checker gab es indes keine Alternative, und der kleine Hersteller war im Dezember 1954 gezwungen, seine Produktion vorübergehend einzustellen.
Erst 1956 erschien Checker wieder auf dem Markt. Im neuen A-8 waren alle neue Vorgaben umgesetzt. Die Baureihe war so erfolgreich, dass sie als A-11 mit wenigen Änderungen bis 1982 gebaut wurde. Sie ist heute ein fester Bestandteil der New Yorker Folklore und wird dementsprechend touristisch ausgewertet.

### 1960er Jahre – Checker Cab und Yellow Cab

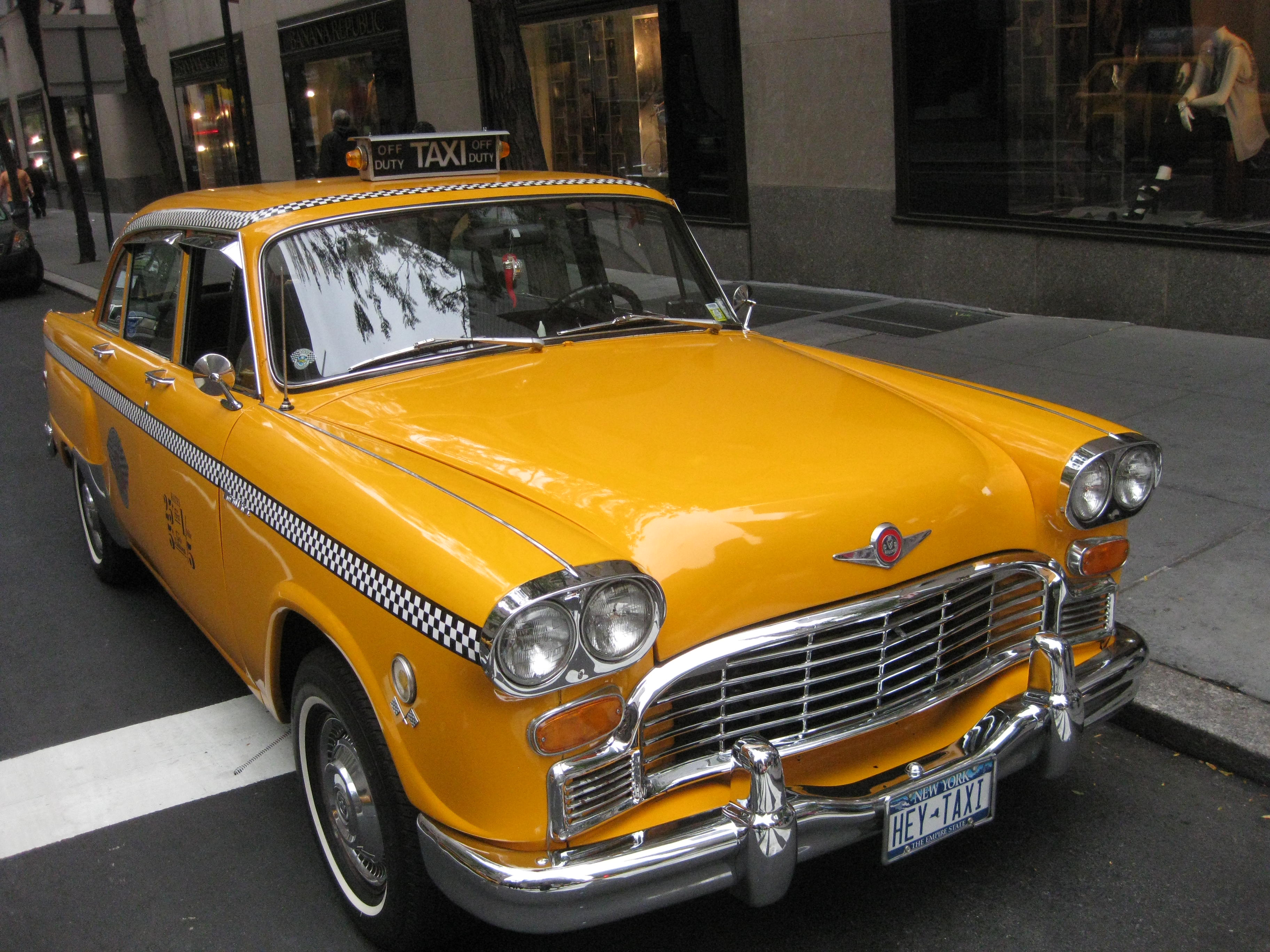
Restauriertes Checker A-11 Taxi; Dieses Fahrzeug entspricht optisch weitgehend dem Zustand um 1970; sein Baujahr nach 1978 zeigt sich aber an parallel statt gegeneinander arbeitenden Scheibenwischern

1956 führte der Taxihersteller Checker Motors Corporation mit dem Modell A-8 die Grundform des Taxis ein, das als A-11 (nun mit Doppellampen) zu einem der Wahrzeichen von New York wurde. Dieses Taxi war die direkte Folge der Revision der New Yorker Taxiverordnung von 1954. Der A-8 war der erste Checker mit vorderer Einzelradaufhängung.
In den 1960er Jahren erlebte New York City viele Probleme mit sozialen Unruhen. Die Kriminalitätsrate stieg zusammen mit ethnischen Spannungen. Eine Folge war das schnelle Wachstum privater „Livery-Cab“-Dienstleistungen. Inoffiziellen Taxifahrern wurde von der Taxi-Kommission verboten, in Manhattan wartende Personen mitfahren zu lassen. Sie fanden aber leicht ihr Geschäft in Stadtteilen, die nicht von offiziellen Taxis versorgt wurden.
Erst 1967 wurde die gelbe Lackierung für die in New York lizenzierten „Medallion“-Taxis von der Stadtverwaltung verbindlich verordnet, um sie leichter von nicht lizenzierten (nun schwarzen) Livery Cabs unterscheiden zu können. Eine Untersuchung der University of Chicago hatte ergeben, dass gelb die am leichtesten zu erkennende Farbe ist – die späte Bestätigung einer Erkenntnis von John Hertz.

### 1970er Jahre – Gründung der New Yorker Taxi- und Limousinenkommission

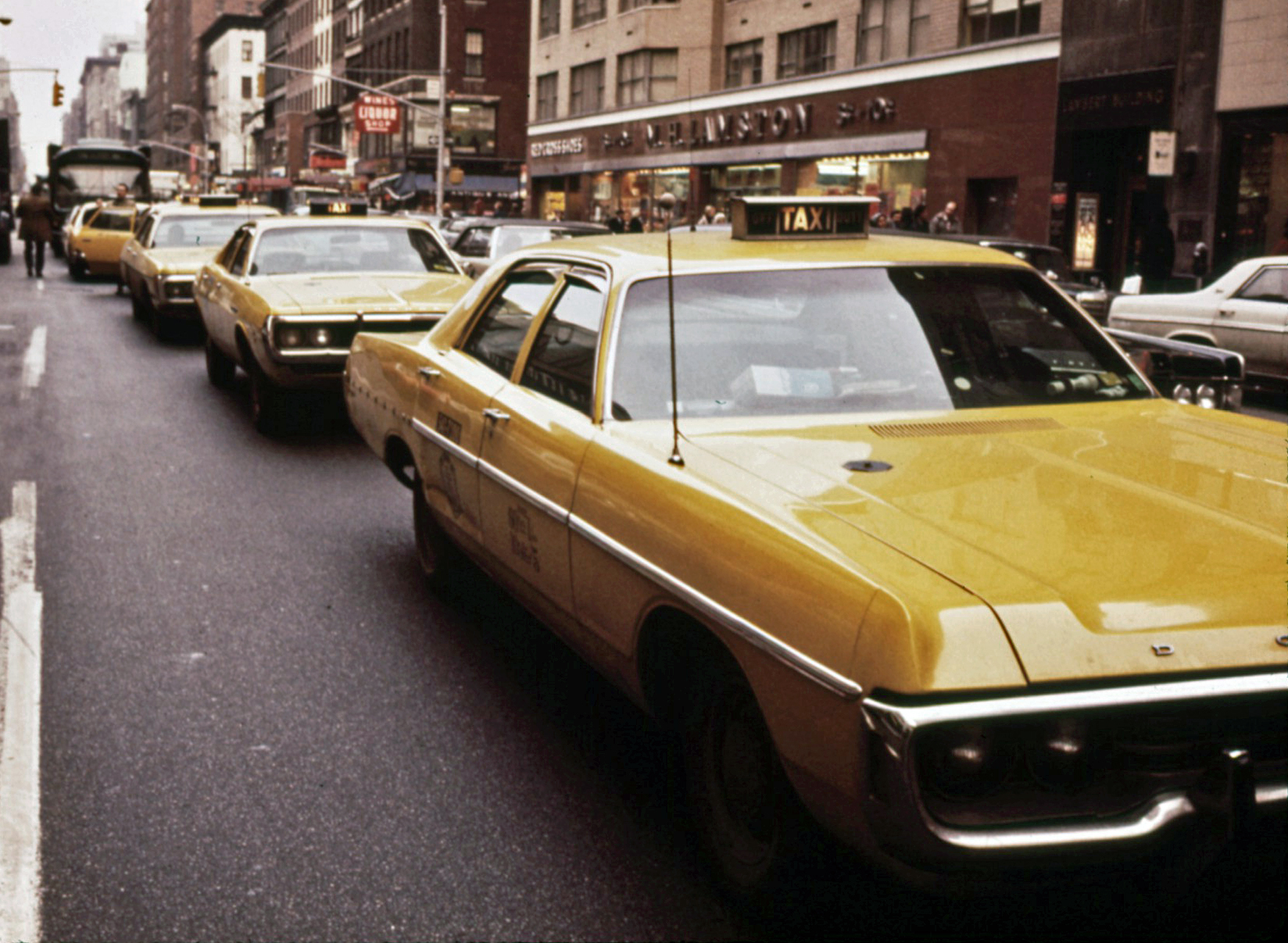
Dodge Polara Yellow Cab. Lexington Avenue, New York, 1973

Die New Yorker Taxi- und Limousinenkommission (engl. New York City Taxi and Limousine Commission, kurz TLC) wurde im Jahre 1971 mit Gerichtsbarkeit über die städtischen Medaillon Taxi Cabs, den privaten Livery Taxi Cabs und einigen Luxuslimousinen gegründet. um die wachsende Zahl der Taxi Cabs zu regulieren und Probleme zu bewältigen. Der Vorgänger dieser Kommission war das New York City Hack Bureau, betrieben unter der Schirmherrschaft des New York City Police Departments und ab 1925 auch für Taxis zuständig. Inspektoren der Taxi- und Limousinenkommission sind Strafverfolgungsbeamte des Bundesstaates von New York, die mit Schlagstock, Pfefferspray und Handschellen ausgestattet sind.
In den 1970er und 1980er Jahren fanden sowohl die Anbieter der Livery Taxi Cabs als auch die der Medaillon Taxi Cabs ihre Fahrer aus der wachsenden ethnischen Bevölkerung der Schwarzen, den Latinos und den Immigranten des Nahen Ostens. Die Kriminalität in New York City war zu dieser Zeit auf einem Rekordhoch. Diesbezüglich wurden die Taxifahrer oft Opfer von Straßenkriminalität und Diebstahl.

### 1980er Jahre – demografische Veränderungen unter den Taxifahrern

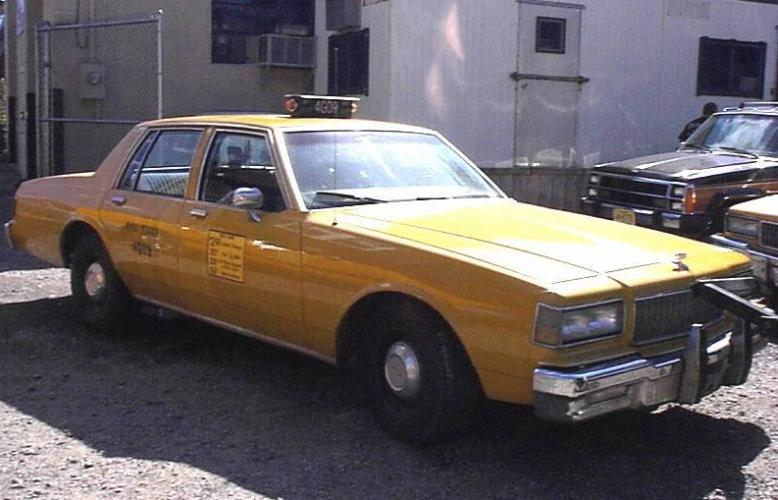
Chevrolet Caprice Taxi Cab (1987), ein ehemaliges Medallion Taxi Cab

Bis Mitte der 1980er Jahre und in den 1990er Jahren gab es eine große demografische Veränderung unter den Taxifahrern, dies wegen einer großen Einwanderungs- und Asylgesuchwelle. Die Volkszählung von 2000 in den USA ergab, dass von den rund 62.000 Taxifahrern im Bundesstaat New York 82 % im Ausland geboren wurden, davon 23 % in der Karibik (unter anderem Dominikanische Republik, Haiti); und ca. 30 % stammen aus dem südasiatischen Raum (hauptsächlich Bangladesch, Pakistan und Indien).
Zwar wurden noch viele Checker A-11 Cabs eingesetzt, die Herstellung wurde jedoch 1982 eingestellt. Ersetzt wurden diese nach und nach überwiegend durch Taxiausführungen des Chevrolet Impala und Ford Crown Victoria.
Die Arbeitsbedingungen der Taxifahrer veränderten New York City, die Kriminalitätsrate sank, während die Kosten für ein Medaillon Taxi Cab zunahmen. Im Vergleich zu früheren Zeiten besaßen weniger Taxifahrer ihr eigenes Taxi Cab. Die Kommission machte den sogenannten Single-Taxi-Cab wenig attraktiv.

### 1990er Jahre – Fahrzeugwechsel & Operation Refusal

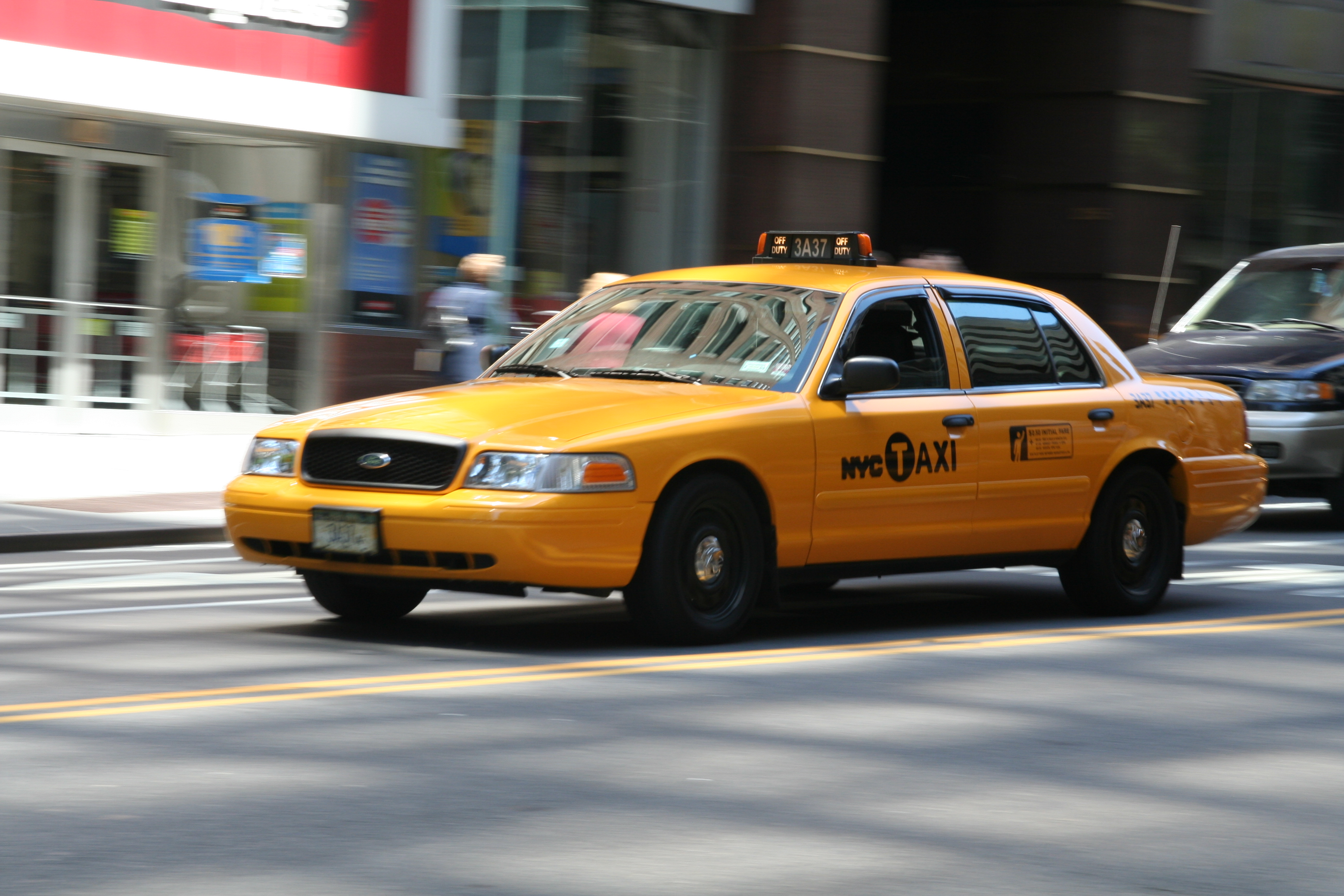
Ford Crown Victoria, Baujahr nach 1998

1996 stoppte Chevrolet die Herstellung des Caprice und somit wurde der Ford Crown Victoria das am weitesten verbreitete Standardfahrzeug für Taxi Cabs in New York. Des Weiteren wurden die gelben Taxi Cabs ein nahezu weltweites Symbol der Straßen von New York City. Darüber hinaus hatten verschiedene Taxi-Cab-Hersteller ein breites Angebot an geräumigen Minivans, unter anderem Honda Odyssey, Isuzu Oasis, Chevrolet Venture, Ford Freestar und Toyota Sienna.
Allmählich erreichten die markanten Checker A-11 Taxis das Ende ihrer Lebensdauer und verschwanden fast ganz aus dem Straßenbild. Das letzte dieser Taxi wurde im Juli 1999 außer Dienst gestellt. Es hatte mehr als 20 Jahre im Einsatz gestanden und in dieser Zeit fast eine Million Meilen (ca. 1,6 Mio. Kilometer) zurückgelegt. Ein Gesetz von 1996 ordnet an, dass ein Taxi Cab, unabhängig von dessen Zustand, nach sechs Jahren ersetzt werden muss. Die wenigen Checker-Taxis, die noch in Betrieb sind, haben demnach allesamt keine Lizenz zur Beförderung von Passagieren im Taxiverkehr mehr. Sie werden touristisch genutzt für Rundfahrten oder dienen als stimmige Kulisse.
1996 startete die Taxi- und Limousinenkommission die Operation Refusal. Diese verdeckte Operation wurde geschaffen, um den vielfach kritisierten Service zu verbessern. 1998 setzte die Kommission ein Gesetzespaket durch, das vom damaligen Bürgermeister Rudy Giuliani erlassen wurde. Dieses beinhaltete einen strukturierten Rahmen, der die Fahrerstandards verstärken sollte. Im Jahr 1999 reichte der Schauspieler und UN-Botschafter Danny Glover eine Beschwerde bei der Kommission ein, nachdem ihm von einem Taxifahrer die Aufnahme in ein Taxi Cab verweigert wurde.
Jedoch führten Giulianis Razzien zu einer Reihe von erfolgreichen Klagen gegen die Stadt von New York und die Taxi- und Limousinenkommission. Auch eine Reihe von Fällen vor staatlichen Gerichten betreffend verschiedene Durchführungsbestimmungen verlor die Taxi- und Limousinenkommission. Dies wurde in der Regel nicht öffentlich bekannt gemacht oder kommentiert. So entschied im Jahr 2000 ein Bundesrichter, dass die Operation Refusal die Rechte der Taxifahrer verletzt habe.
2004 geriet der Korrespondent des CBS-Nachrichtenmagazins 60 Minutes, Mike Wallace, nach einem Streit mit Angestellten der Taxi- und Limousinenkommission in die Schlagzeilen. Wallace traf die Personen an, als diese gerade einen Taxifahrer befragten, der angeblich in zweiter Reihe geparkt hatte. Wallace soll daraufhin nach einer der Personen geschlagen haben, woraufhin er verhaftet wurde. Er wurde nach einer Anhörung wegen ungebührlichen Verhaltens entlassen.
2006 wurde die Stadt gezwungen, die Operation Refusal zu beenden. Wegen der Stilllegung der Operation zahlte die Taxi- und Limousinenkommission einer Gruppe von 500 Taxifahrern insgesamt eine Summe von sieben Millionen US-Dollar.

### 2000er Jahre – neue Computertechnologie, Hybrid- und Dieselfahrzeuge

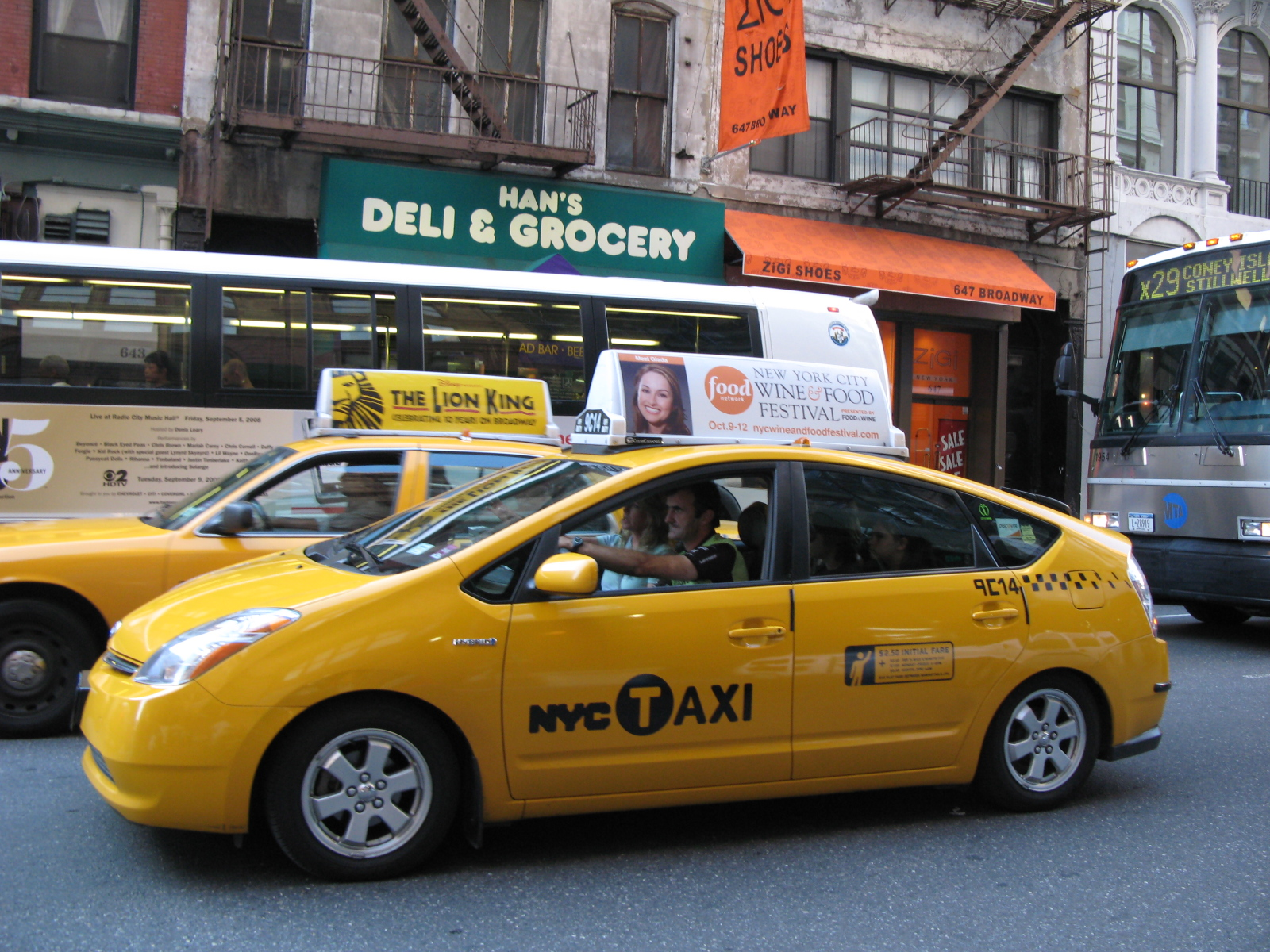
Toyota Prius Hybrid Taxi Cab

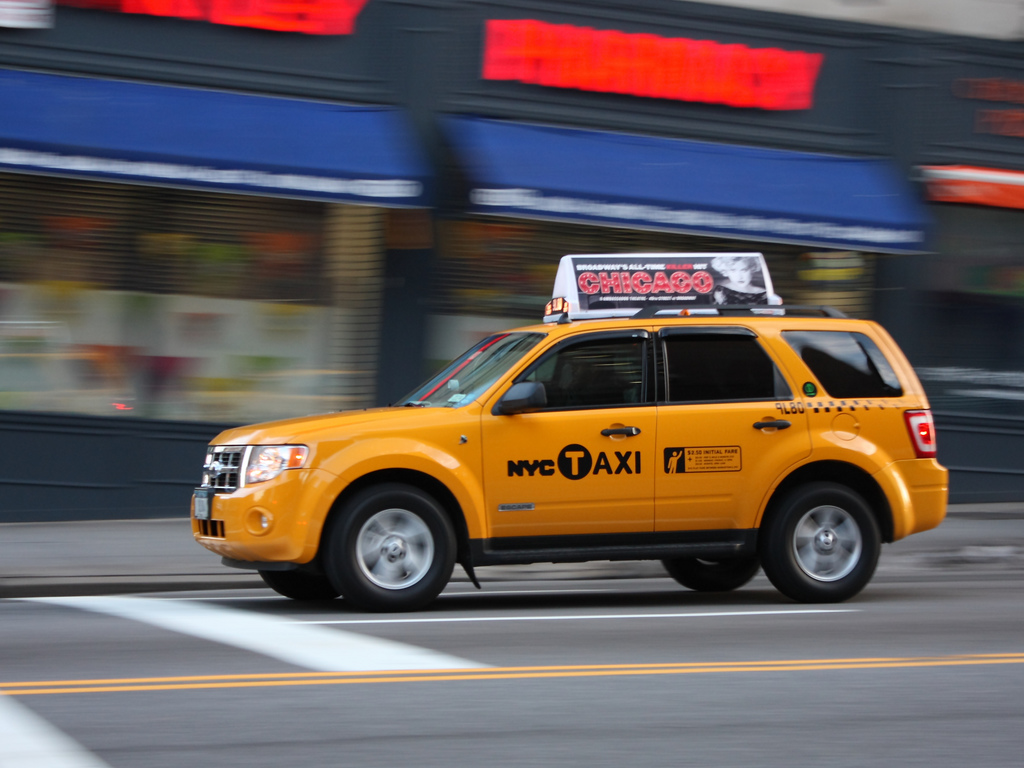
Ford Escape Hybrid Taxi Cab

Im Jahr 2005 führte die Stadt New York bei den Taxis Fahrzeuge mit elektrischem Hybridmotor ein, so zum Beispiel den Toyota Prius und den Ford Escape Hybrid.
Ein klassisches Taxi Cab verbraucht aufgrund der hohen Motorisierung, der konventionellen amerikanischen Antriebstechnik und der Fahrweise der Taxifahrer durchschnittlich 9 Liter Benzin auf hundert Kilometer. Im Mai 2007 schlug Bürgermeister Michael Bloomberg daher vor, ab 2009 nur noch Zulassungen für Hybrid-Taxis zu erteilen, was jedoch durch den Obersten Gerichtshof der Vereinigten Staaten untersagt wurde. Die Taxiunternehmen beklagten, dass die Unterhaltskosten bei den neuen Hybrid-Fahrzeugen erheblich höher seien und die Sicherheitsvoraussetzungen für die Passagiere problematisch wäre. Etwa 90 % aller rund 13.000 Yellow Cabs waren zu dieser Zeit Ford Crown Victorias.
Vom September bis zum Dezember 2007 wurden viele der Taxis an einem freiwillig-öffentlichen Kunstprojekt namens Garden in Transit mit abziehbaren Blumenbildern von Kindern verziert.
Die TLC forderte, dass bis Ende Januar 2008 alle Taxis mit einem Passenger Information Monitor (PIM) ausgestattet werden. Das PIM ist ein auf dem Rücksitz aufgebrachtes Display zur Unterhaltung des Fahrgastes, zur Liveverfolgung der Taxis via GPS-Karte oder um Fahrten mit Kreditkarte bezahlen zu können. Der Fahrer verfügt über einen Driver Information Monitor (DIM), mit dem Nachrichten gesendet oder verlorene Gegenstände wiedergefunden werden können.
Mehrere Taxifahrer hatten Einwände gegen die Kosten der Geräte (schätzungsweise lagen diese zwischen 3000 US$ und 5000 US$ pro Stück). Sie inszenierten freiwillige Streiks am 5. und 6. September und am 22. Oktober 2007. Die Streiktage wirkten sich jedoch nur minimal auf den Pendlerverkehr aus. Die Stadt realisierte eine Zone Pricing-Struktur.
Am 30. September 2007 wurden die Kennzeichnungen an den Karosserien aller Taxi Cabs neu gestaltet. Heute sind die Fahrzeuge unkompliziert mit einer Medaillonzahl und einem Schachbrettmuster auf der linken und rechten Seite des hinteren Kotflügel aufgebracht. Eine futuristisch wirkende Preistafel befindet sich an den hinteren und ein schlichtes „NYC Taxi“-Logo an den vorderen Türen. Ein offizielles Taxi Cab ist leicht an seiner gelben Lackierung zu erkennen und verfügt sichtbar über eine gültige Lizenz in Form einer etwa bierdeckelgroßen Plakette, die auf der Motorhaube verschweißt ist.
Im Sommer 2010 gab es in New York City über 3800 Hybridtaxis und neue Dieselfahrzeuge. Bis Mitte 2009 hatten die Taxiunternehmen begonnen, die Hybrid-Flotte auszumustern, die Laufleistung jedes Fahrzeugs betrug zu diesem Zeitpunkt 300.000 bis 350.000 Meilen. Die beiden Versuche der Bloomberg-Regierung, auf den Betrieb von Hybridfahrzeuge in New York umzustellen, und mehr als 13.000 Taxis bis 2012 durch batterieelektrische Hybridfahrzeuge zu ersetzen, wurden durch Gerichtsurteile verhindert.
Der Wert einer Taxilizenz betrug im September 2009 bis zu 760.000 US-Dollar, ein Anstieg von 179 Prozent gegenüber dem vorhergehenden Jahrzehnt.

### 2010er und 2020er Jahre
Seit 2014 fand durch den Markteintritt von Bedarfsverkehren, die über Mobile Apps vermittelt werden, ein Strukturwandel statt. Der Marktanteil von For-Hire-Vehicles gegenüber gelben Taxis lag Mitte der 2020er Jahre bei rund 90 %. Gab es von 2010 bis 2014 noch täglich ca. 400.000 bis 500.000 Taxifahrten, fiel dieser Wert bis 2020 auf 200.000, zu Anfang der Corona-Pandemie im April 2020 auf unter 10.000, erholte sich danach nur langsam und belief sich im Sommer 2025 auf 150.000 Taxifahrten pro Tag.
2010 gab es über 13.000 Taxis. Ab 2014 gab es eine sinkende Tendenz, die mit einem Zusammenbruch des Taxigeschäfts zu Beginn der Corona-Pandemie endete. In jenem Monat fiel die Zahl der aktiven Taxis von über 11.000 auf nur etwas mehr als 2.000. Der Wert von Taxi-Medaillons war schon zuvor gefallen, weil sich von 2014 bis 2020 die Zahl der monatlichen Fahrgastfahrten pro Taxi halbierte. Inhaber von Medaillons standen vor dem Ruin, im Herbst 2021 gab es für sie städtische Finanzhilfen. Die Zahl der aktiven Taxis stieg ab 2020 wieder an, auch der Erlös stieg, aber die absolute Fahrgastzahl entwickelte sich uneinheitlich und zögerlich. Im Sommer 2025 waren rund 10.000 Taxis im Monat aktiv, verglichen mit 80.000 lizenzierten Ridesharing-Fahrzeugen.

## In diesem Zeitraum zugelassene Taxifahrzeuge
Im Jahre 2008 waren folgende Modelle für den Einsatz als New York City Taxi Cab zugelassen:
- 2009er Chevrolet Malibu Hybrid
- 2009er Ford Crown Victoria Stretch
- 2009er Ford Escape Hybrid
- 2009er Honda Civic Hybrid
- 2009er Lexus RX400H Hybrid
- 2009er Mazda Tribute Hybrid
- 2009er Mercury Mariner Hybrid
- 2009er Nissan Altima Hybrid
- 2009er Saturn Vue Hybrid
- 2009er Toyota Camry Hybrid
- 2009er Toyota Highlander Hybrid
- 2009er Toyota Prius Hybrid
- 2009er VW Jetta Diesel
- 2007er Eclipse Mobility (rollstuhlgerecht; modifizierter Dodge Caravan)
- 2008er Autovan (rollstuhlgerecht; modifizierter Toyota Sienna)
- 2008er Freedom Motors (rollstuhlgerecht; modifizierter Toyota Sienna)

### 2010er Jahre – „Taxi Of Tomorrow“

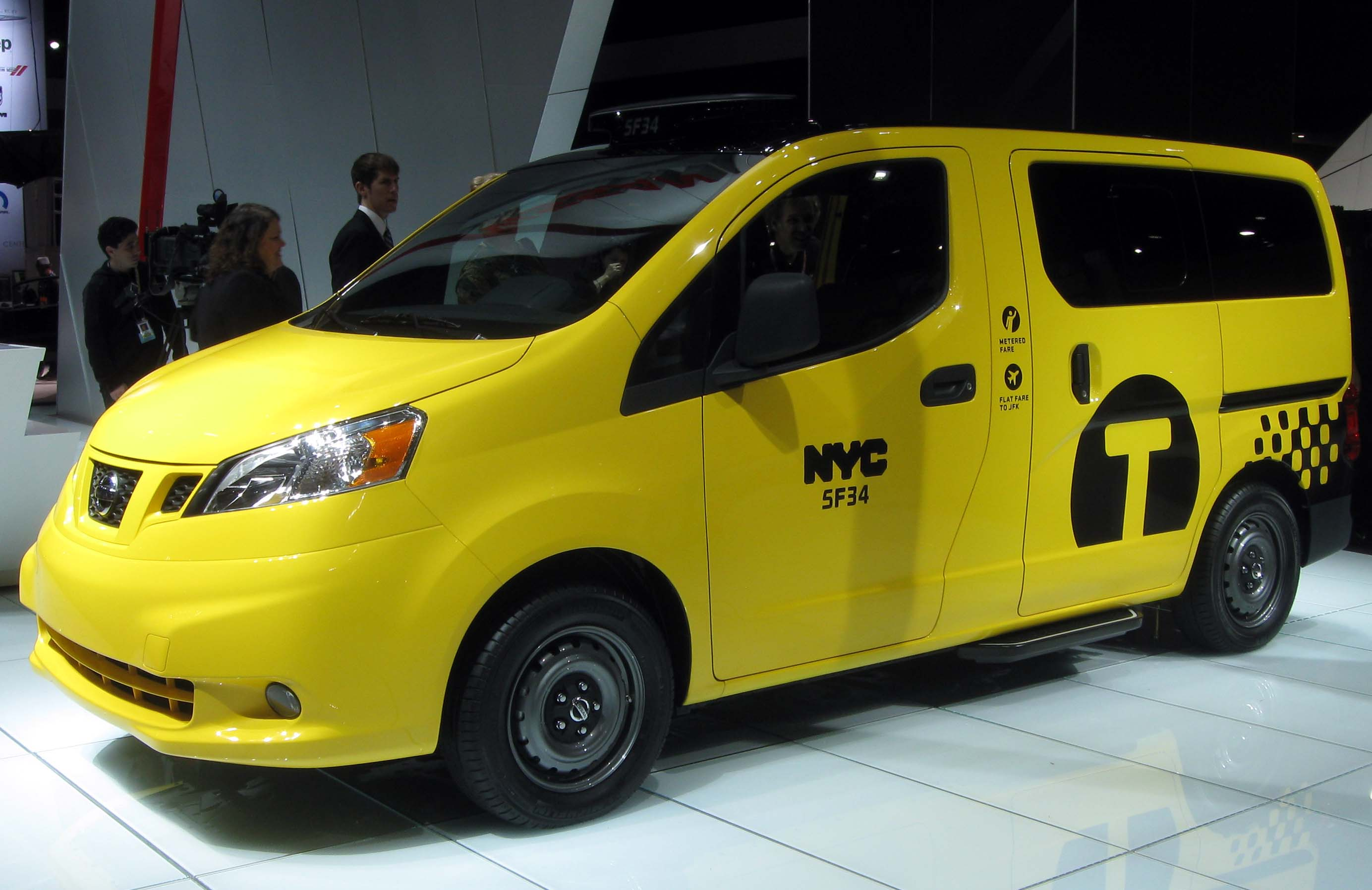
Der Nissan NV200 als Taxi an der New York International Auto Show 2012

Im Jahre 2010 konnten die Einwohner von New York City im Rahmen einer Online-Abstimmung auswählen, welches Fahrzeug in Zukunft das Modell Ford Crown Victoria ersetzen soll, dessen Produktion 2011 eingestellt wurde. Am 4. Mai 2011 gab Michael Bloomberg bekannt, dass ab Ende 2013 der NV200 des japanischen Fahrzeugherstellers Nissan in New York City als Standardtaxi eingesetzt würde.
Damit setzte sich Nissan als Gewinner des Projekts Taxi Of Tomorrow im Wert von einer Milliarde US-Dollar gegen den türkischen Fahrzeughersteller Karsan Otomotiv mit seinem Modell Karsan V1 durch, obwohl die New Yorker sich zuvor mehrheitlich für dieses Fahrzeug ausgesprochen hatten. Seit 2013 ist das Nissan Taxi Cab im Einsatz. Für einen Vertragszeitraum von zehn Jahren soll Nissan etwa 26.000 Fahrzeuge zu einem Stückpreis von 29.000 US-Dollar liefern. Produziert wird der NV200 in Mexiko.

### Boro-Taxis

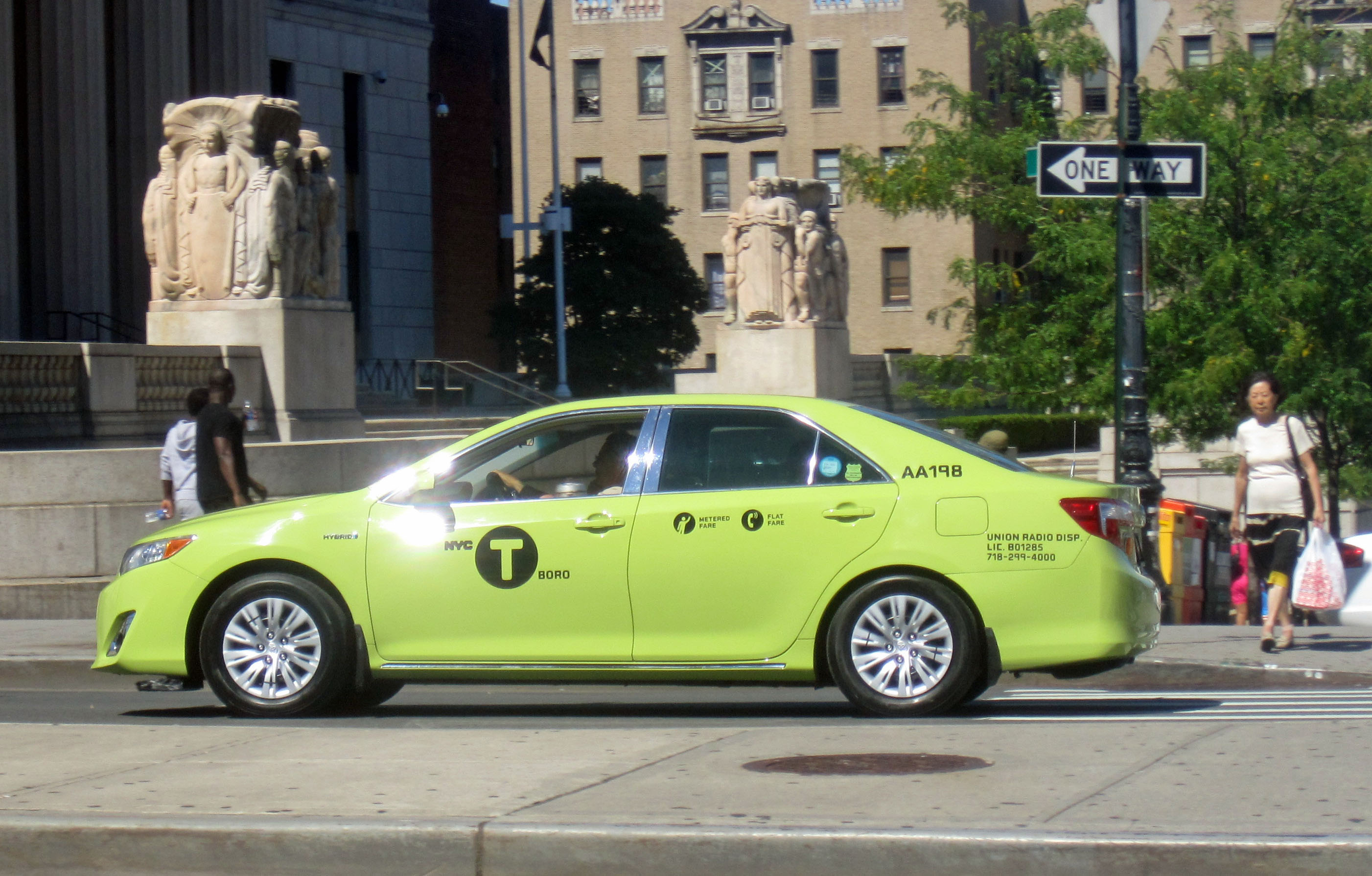
Ein Boro Taxi (Toyota Hybrid)

Die TLC stellte fest, dass 94 % aller Fahrten der Yellow Cabs per street hail entweder in Manhattan oder an einem der Flughäfen ausgelöst wurden. 2012 wurden grün lackierten Boro-Taxis eingeführt. Im Prinzip bieten sie die gleiche Leistung wie die gelben Taxis und dürfen im Borough ihrer Registrierung Passagiere auf Zuruf mitnehmen oder vorbestellte Fahrten durchführen. Es ist ihnen nicht erlaubt, regelmäßig Fahrten zu den Flughäfen durchzuführen oder in Manhattan „Pickups“ anzunehmen. Als Grenzen gelten East 96th und West 110th Street. Es gibt fünf Boroughs in New York: The Bronx, Brooklyn, Manhattan, Queens und Staten Island. Die Tarife sind die gleichen wie für Yellow Cabs. Insgesamt sollen 18.000 Boro-Lizenzen verteilt werden.
Somit ist die Taxi- und Limousinenkommission seit 2013 zuständig
- Yellow („Medallion“) Cabs
- Green („Boro“) Cabs
- Black („Livery“) Cabs; Private, traditionelle und App-gestützte Anbieter
- Commuter Vans („Shuttle-Busse“)
- Paratransit (Krankentransportfahrzeuge)
- Teilweise Miet-Limousinen

## Medallion Taxi und Livery Taxi Cabs

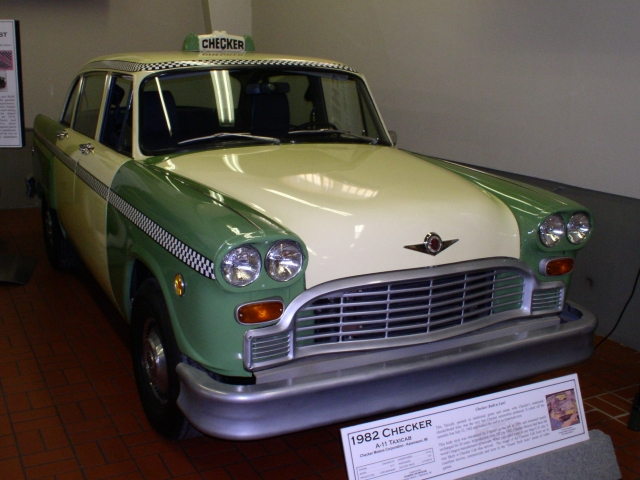
Der offiziell letzte Checker Checker A-11 / Marathon war auch das letzte produzierte Automobil der Checker Motors Corporation (1982). Es ist in den Traditionsfarben („Livery“) der Checker Cab Company in Chicago lackiert. Das Unternehmen bestellte 1920 seine ersten Checker-Taxis und gab so dem Unternehmen und dem Produkt seinen Namen.

Medallion Taxis sind die einzigen Taxis, denen es gestattet ist, für Fahrgäste, die ihre Hand herausstrecken (street hail), am Bürgersteig anzuhalten, um den Fahrgast mitzunehmen. Daneben gibt es noch die sogenannten Livery Cabs (oder auch Gypsy Cabs). Das sind die meist schwarzen Limousinen mit einer Telefonnummer im Seitenfenster, die in direkte Konkurrenz mit den offiziellen Taxi Cabs treten. Anders als die gelben Taxen dürfen diese Cabs nur Fahrten aufnehmen, wenn sie von den Kunden telefonisch bestellt wurden. Auf das Street Hail von Passanten auf der Straße dürfen sie laut Gesetz nicht reagieren. Dies entspricht in etwa den Vorgaben, denen deutsche Funkmietwagen unterliegen.

## Street Hail
Die Taxi Cabs sind im Stadtteil Manhattan konzentriert, aber sie patrouillieren auch in den anderen vier Stadtbezirken (Boroughs) von New York City und können mit einer erhobenen Hand angehalten werden (street hail) oder durch Stehen an einem Taxistand. Die Verfügbarkeit eines Taxi Cabs wird durch die Lichter auf dem Dach des Fahrzeugs angegeben. Wenn in der Mitte die Medaillonnummer leuchtet, ist das Taxi leer und verfügbar. Wenn die OFF DUTY-Inschriften auf beiden Seiten der Medaillonnummer leuchten, ist das Taxi außer Dienst und somit nicht verfügbar. Wenn keine Anzeigelichter leuchten, ist das Taxi von einem Fahrgast besetzt.
Obgleich größere Minivans auch bis zu fünf Passagiere aufnehmen, können maximal vier Passagiere in einem Taxi Cab mitfahren. Ein Kind unter sieben Jahren kann auf dem Rücksitz auf dem Schoß eines Erwachsenen sitzen, wenn die maximale Zahl an Fahrtgästen erreicht wurde. Die Fahrer sind verpflichtet, den ersten oder nächsten Fahrgast aufzunehmen, der mit erhobener Hand wartet. Des Weiteren sind sie verpflichtet, eine Fahrt in alle fünf Stadtbezirke sowie den benachbarten Westchester County, Nassau County, Suffolk County oder zum Flughafen Newark durchzuführen.

### Smartphone-Apps
Es gibt verschiedene Smartphone-Apps, die entwickelt wurden, um Taxis zu finden und zu rufen. Am 31. März 2010 veröffentlichte Sense Networks Inc. die App CabSense. Die unter Apple iOS und Android laufende App verwendet die Standortdaten der New York City Taxi- und Limousinenkommission, um zu berechnen, an welchen Straßenecken man die beste Chance hat, ein Taxicab anzutreffen und es zu rufen. Andere Smartphone-Apps verwenden die Daten von CashCab der Capcom Interactive Inc.

## Fahrpreise
| Stand April 2015: |                        |
| Grundtaxe | 2,60 $                 |
| Fahrtkosten | 0,60 $ pro 1/5 Meile   |
| Standzeit (Warten, Stau) (gilt bei stehen oder fahren langsamer als 6 mph)                                                                                       | 0,50 $ pro 60 Sekunden |
| Nachtzuschlag (20:00 Uhr – 6:00 Uhr) | 0,80 $                 |
| Rushhour-Zuschlag (16:00 Uhr – 20:00 Uhr, nur wochentags) | 1,00 $                 |
| NY State Steuer pro Fahrt | 0,55 $                 |
| Flughafen JFK von/nach Manhattan Fixpreis Vom/zum JFK International Airport von/nach beliebig wo in Manhattan (New York City) (exkl. Mautgebühren und Trinkgeld) | 54 $                   |

Der Fahrgast zahlt auch anfällige Mautkosten auf der Strecke. Jedes Taxi Cab hat ein E-ZPass-Gerät (elektronisches Mautsystem); der Fahrgast zahlt den ermäßigten E-ZPass-Mautsatz. Den Taxifahrern ist es nicht gestattet, Mobiltelefone zu verwenden, während sie Fahrgäste befördern, auch wenn sie dabei eine Freisprechanlage verwenden.
Im Jahr 1999 fuhren 241 Millionen Passagiere in Taxi Cabs. Der durchschnittlich bezahlte Fahrpreis eines Passagiers betrug im Jahre 2000 etwa 6 $.